# Нхек Бун Чхай
Нхек Бун Чхай (кхмер. ញឹក ប៊ុន ឆាយ; род. 7 февраля 1956, Баттамбанг) — камбоджийский военный и политик, монархист и националист. Участник гражданской войны 1970-х и кампучийского конфликта 1980-х на стороне Нородома Сианука. Один из лидеров ФУНСИНПЕК и МОЛИНАКА, заместитель начальника штаба сианукистской армии. В 2004—2013 годах — заместитель премьер-министра Хун Сена.

## Боец за короля
Родился в консервативно настроенной сельской семье. С ранней юности проникся монархическими убеждениями, стал преданным сторонником Нородома Сианука. После республиканского переворота 1970 года подростком ушёл в джунгли и присоединился к вооружённой борьбе монархистов против Кхмерской Республики.
При режиме «Демократической Кампучии» Пол Пота Нхек Бун Чхай попытался создать повстанческое движение Кхмер сар — Белые кхмеры. Перебрался в Таиланд, сформировал вооружённую группу монархистов. После вьетнамской интервенции повёл борьбу против оккупации и режима НРК в союзе с Красными кхмерами и национал-республиканцами.
В 1981 году Нхек Бун Чхай вступил в партию Нородома Сианука ФУНСИНПЕК. Имея военный опыт, занял пост заместителя начальника штаба Национальной армии сианукистов. Командовал также вооружёнными формированиями движения МОЛИНАКА. Активно участвовал в боевых действиях против вьетнамских войск и правительственных сил НРК. Имел репутацию решительного и удачливого командира.

## От примирения до переворота
23 октября 1991 года Парижские соглашения официально завершили многолетнюю войну. Государство Камбоджа преобразовывалось в монархию, Нородом Сианук возвращался на королевский трон. В мае 1993 года состоялись многопартийные выборы, победу на которых одержал ФУНСИНПЕК.
Было сформировано коалиционное правительство ФУНСИНПЕК, НПК и БЛДП, которое возглавили принц Нородом Ранарит и премьер НРК Хун Сен. Нхек Бун Чхай состоял в руководстве ФУНСИНПЕК, был генералом партийных вооружённых формирований и депутатом Национальной ассамблеи.
В июле 1997 года Хун Сен совершил фактический государственный переворот, разгромив ФУНСИНПЕК и отстранив от власти принца Ранарита. Более 40 функционеров ФУНСИНПЕК были убиты боевиками Хок Лунди. Однако Нхек Бун Чхай остался жив, хотя пытался организовать сопротивление.

## Руководитель ФУНСИНПЕК
Позиции Ранарита после событий 1997 года оказались необратимо подорваны. Его преемник Унг Хуот не был сильной политической фигурой. Ослабло и влияние короля Сианука. В партии укрепились позиции Нхек Бун Чхая.
В 2006 году Нхек Бун Чхай обвинил Ранарита в растрате средств от продажи партийного помещения во французском посольстве. Ранарит был приговорён к полторагодовому тюремному заключению, эмигрировал, вышел из ФУНСИНПЕК и учредил партию своего имени. Председателем ФУНСИНПЕК стал дипломат Кео Пут Расмей. В 2011 году его сменил Нхек Бун Чхай.  С 2013 года председателем являлась принцесса Нородом Арун Расмей, выдвигавшаяся в премьер-министры. Решающее влияние на политику партии сохранял Нхек Бун Чхай.
Политика ФУНСИНПЕК приобрела двойственный характер: с одной стороны, партия по-прежнему позиционировалась как оппозиционная, с другой — дистанцировалась от радикальных оппозиционеров во главе с Сам Рейнси. Нхек Бун Чхай установил деловые отношения с премьером Хун Сеном. С 2004 по 2013 год занимал пост заместителя премьер-министра.
Проводил политический курс Хун Сена, резко критиковал Партию Сам Рейнси. Представлял камбоджийское правительство в международных контактах. Во время визита в КНР Нхек Бун Чхай, много лет известный как убеждённый антикоммунист, заявил в беседе с Чжоу Юнканом, что «ФУНСИНПЕК стоит на стороне КПК».

## Коллизии руководства
С конца 2010 года начались переговоры о возвращении Нородома Ранарита к руководству ФУНСИНПЕК. Нхек Бун Чхай отрицательно относился к такой перспективе. В 2013 году он обвинял Ранарита в присвоении средств от продажи партийного вертолёта. Однако под давлением правительства Нхек Бун Чхай вынужден был согласиться (выяснилось также, что сам он, подобно Ранариту, совершил растрату средств полученных от продажи партийного помещения). В январе 2015 года принц Ранарит был избран председателем ФУНСИНПЕК, Нхек Бун Чхай стал одним из заместителей председателя.
Концептуальных политических разногласий между ними не отмечалось. И Нородом Ранарит, и Нхек Бун Чхай соглашались на подчинённое положение младших партнёров Хун Сена. Но между ними началось острое соперничество за партийное руководство. Возникли предположения о выходе Нхек Бун Чхая из ФУНСИНПЕК. Первоначально он опровергал эти слухи, напоминая о своём длительном партийном стаже.
Однако в феврале 2016 года Нхек Бун Чхай объявил о своём выходе из ФУНСИНПЕК из-за несогласия с политикой Ранарита. Он выразил намерение создать в Камбодже новую националистическую партию. Это вызвало обострение конфликта в ФУНСИНПЕК.
Название двухтомной автобиографии Нхек Бун Чхая переводится как Невероятное везение среди тысячи рисков.